# Sao Tomé-et-Principe aux Jeux olympiques d'été de 1996
Sao Tomé-et-Principe participe aux Jeux olympiques d'été de 1996 à Atlanta aux États-Unis du 19 juillet au 4 août 1996. Il s'agit de sa 1re participation à des Jeux olympiques d'été.
La délégation de Sao Tomé-et-Principe est composé de deux athlètes (un homme et une femme) concourant tous deux en athlétisme. Aucun d'eux ne remporte de médaille.

## Résultats

### Athlétisme
Hommes
Courses
| Athlète    | Épreuve    | Séries   | Séries | Quarts de finale | Quarts de finale | Demi-finales | Demi-finales | Finale   | Finale |
| Athlète    | Épreuve    | Résultat | Rang   | Résultat         | Rang             | Résultat     | Rang         | Résultat | Rang   |
| ---------- | ---------- | -------- | ------ | ---------------- | ---------------- | ------------ | ------------ | -------- | ------ |
| Odair Baia | 100 mètres | 11.05    | 9e     | -                | -                | -            | -            | -        | -      |

Femmes
Courses
| Athlète         | Épreuve    | Séries   | Séries | Quarts de finale | Quarts de finale | Demi-finales | Demi-finales | Finale   | Finale |
| Athlète         | Épreuve    | Résultat | Rang   | Résultat         | Rang             | Résultat     | Rang         | Résultat | Rang   |
| --------------- | ---------- | -------- | ------ | ---------------- | ---------------- | ------------ | ------------ | -------- | ------ |
| Sortelina Pires | 100 mètres | 13.31    | 8e     | -                | -                | -            | -            | -        | -      |